# Howea belmoreana
Howea belmoreana,  palmera centinela, kentia  o palmera rizada, es una especie de la familia Arecaceae.

## Distribución
Es una especie endémica de la  Isla Lord Howe (Australia).  Probablemente tiene un ancestro común con Howea forsteriana.

## Descripción
Es una de las palmeras más esbeltas en su estado adulto, con un tronco que alcanza 8 metros, a menudo con la base hinchada, de 16 cm de grueso. En los ejemplares jóvenes la parte alta del tronco es verde y la baja de aspecto grisáceo. Hojas pinnadas cuyos pecíolos inermes ascienden y se arquean desde su arranque. Los pecíolos tienen un haz bastante plano, pero hacia arriba se hace aquillado. Las hojas miden hasta unos tres metros de largo y están compuestas por unos 40 pares de folíolos de hasta unos 60 cm de largo y unos 4 0 5 cm de ancho que tienen un color verde más oscuro por el haz que por el envés. Inflorescencia de hasta 1 m de largo aproximadamente, y frutos de unos 3 cm, globoso-redondeados de color amarillo verdoso.

## Taxonomía
Howea belmoreana fue descrita por (C.Moore & F.Muell.) Becc. y publicado en Transactions and Proceedings of the New Zealand Institute 49: 129. 1916[1917].
Etimología
Howea: nombre genérico nombrado por el lugar de donde son originarias en la isla Lord Howe, que fue nombrada por Lord Richard Howe (1726–1799).
belmoreana: epíteto
Sinonimia
- Grisebachia belmoreana (C.Moore & F.Muell.) H.Wendl. & Drude
- Kentia belmoreana C.Moore & F.Muell.[6]